# 湊村 (佐賀県)
湊村（みなとむら）は佐賀県東松浦郡に属していた村。1889年（明治22年）4月1日、町村制度施行により誕生した村であったが、1954年（昭和29年）11月1日、唐津市に編入され消滅した。